# 1987 (album)
Az 1987 a brit Whitesnake hard rock együttes hetedik stúdióalbuma, melyet Whitesnake néven is szokás emlegetni. 1987. április 7-én jelent meg az Amerikai Egyesült Államokban a Geffen/Warner Bros., míg a világ többi táján az EMI kiadó gondozásában. A felvételek idején az énekes David Coverdale célja az amerikai piac meghódítása volt, ezért zeneileg a korábbi blues alapokon nyugvó hard rock stílus helyett, egy modernebb, keményebb és slágeresebb anyag elkészítése volt a cél. Az album végül az együttes legkelendőbb kiadványa lett, az Egyesült Államokban 8x-os platinalemez lett, míg világszerte legalább 17 millió példányban kelt el.
Az 1987 a Billboard 200 listán a 2. helyezést érte el, és a róla kimásolt Here I Go Again kislemez listaelső lett, míg az Is This Love a 2. helyre került az USA kislemezlistán. Az album sikerének köszönhetően az 1984-ben megjelent Slide It In album iránt is megnőtt az érdeklődés, amely 1992-re 2x-es platina státuszt ért el az Egyesült Államokban. Az 1987 album európai kiadásán a dalok más sorrendben szerepelnek mint az amerikai verzión, ezenkívül a Looking for Love, és a You're Gonna Break My Heart Again képében további két dal is felkerült rá. Amerikában ezek az 1994-ben megjelent Whitesnake's Greatest Hits válogatásalbumon váltak hozzáférhetővé.
2007-ben a 20. évforduló alkalmából egy újrakevert változata jelent meg az albumnak, melyhez egy DVD is tartozik, rajta videóklipekkel és koncertfelvételekkel.

## Háttér
Az együttes első öt stúdióalbuma a blues-orientált hard rock stílust képviselte, melyben helyenként a Deep Purple hangzásvilága is tetten érhető volt. Ezzel a zenei világgal Angliában, Japánban és Európában sikeresen működött a zenekar, de az Egyesült Államokban nem arattak kiugró sikereket. Az együttes vezetője és énekese David Coverdale ezért úgy döntött, hogy az amerikai piac meghódítása érdekében korszerűsíti a Whitesnake hangzásvilágát a tengerentúli együttesek mintájára. A zenekar ekkortájt viszont már a feloszlás küszöbére került. A billentyűs hangszereken játszó Jon Lord visszatért a klasszikus felállásába újjáalakult Deep Purplebe, Micky Moody gitáros véglegesen kilépett, míg a másik gitárosnak Mel Galleynek vissza kellett vonulnia, miután egy balesetet követően megsérült az egyik karja.
Coverdale elhatározta, hogy az 1984 januárjában Angliában megjelent Slide It In albumnak elkészíti a slágeresebb, „amerikanizált” hangzásvilágú verzióját.
Cozy Powell dobos mellé Neil Murray basszusgitárost vette be zenekarába, míg szólógitárosnak azt a John Sykest választotta, aki a brit heavy metal zenekar Tygers of Pan Tangban kezdte pályafutását. Sykes ezt követően a Thin Lizzy 1982-ben kiadott Thunder and Lightning albumán való szereplésével hívta fel magára a figyelmet. Az erőteljes és fifikás játékú gitárosra már akkor felfigyelt Coverdale, amikor a Whitesnake és a Thin Lizzy együtt turnézott Európában. A Slide It In amerikai verziójára új gitársávok kerültek Sykes jóvoltából, míg Jon Lord billentyűszólamait hátrébb keverték a siker érdekében. 
A Geffen kiadó háttérmunkájának és az MTV támogatásának köszönhetően az album meghozta az első amerikai sikereket a zenekar számára, miután félmillió eladott példánnyal aranylemez lett. A zenekar 1985 januárjában hatalmas tömeg előtt léphetett fel a Rock in Rio fesztiválon, ahol az elsöprő előadásnak köszönhetően zajos sikert arattak. Coverdale azonban ennél is többet akart, igazán sikeres és elismert rocksztár akart lenni. Egy későbbi interjúban így fogalmazott: A többiek mindig is elégedettek voltak azzal, amit elértünk Angliában, Európában, vagy éppen Japánban. Én azonban többre vágytam. Egyértelmű volt, hogy nincs bennük elég ambíció ahhoz, hogy velem tartsanak a csúcsra. Láttam ahogy elfordulnak a bandától, erre én is úgy reagáltam, hogy ok, akkor mostantól valóban megszabom, mi legyen az úticél.

## Felvételek
Az 1987 előkészületi munkáit Coverdale és Sykes már 1985 tavaszán elkezdte a Franciaország déli részén fekvő Le Rayol városban. A Still of the Night dal témái már itt körvonalazodtak, melynek alapjául egy olyan demo szolgált, melyen még Coverdale együtt dolgozott Ritchie Blackmoreral a Deep Purple időkből. Az album nagysikerű lírája az Is This Love szintén itt kezdett formát ölteni. Ezt a dalt állítólag Tina Turner számára írta a Coverdale-Sykes szerzőpáros, végül megtartották maguknak. Mielőtt a zenekar ténylegesen stúdióba vonulhatott volna, Cozy Powell dobos elhagyta a zenekart, mivel Coverdale nem volt hajlandó fizetni a dobost a hosszas dalszerzői időszak alatt. Ezt követően Coverdale, Sykes és Murray Los Angelesbe költözött, hogy ott folytathassák az album készítését és a dobosjelöltek meghallgatását. Állítólag 60 dobost is kipróbáltak, mielőtt Aynsley Dunbar személyében rá nem akadtak a megfelelő ütősre. Dunbarnak már legendás híre volt a rockszakmában, hiszen korábban többek között olyan előadoknál dobolt, mint a John Mayall & the Bluesbreakers, Frank Zappa, David Bowie, Lou Reed, Nils Lofgren, Sammy Hagar, Journey, vagy a Jefferson Starship. A kiegészült tagság a kanadai Vancouverbe folytatta a felvételeket. Sykes vágya az volt, hogy a gitárhangzása valamelyest hasonlítson a Bob Rock által kevert nagysikerű Bon Jovi album a Slippery When Wet hangzásához.
A lemezfelvételt azonban váratlanul fel kellett függeszteni egy időre Coverdale sinus fertőzése miatt, amely olyan veszélyesnek mutatkozott, hogy az énekes karrierje komoly veszélybe került. Coverdale hangszálműtéten esett át, és a több mint hat hónapig eltartó posztoperatív kezelések ellenére is azon a véleményen voltak az orvosai, hogy az énekes karrierje akár be is fejeződhet. A helyzetet tovább nehezítette, hogy Coverdale hatalmas adósságokba verte magát, hogy saját zsebből tudja finanszírozni a felvételeket. John Sykes egyre türelmetlenebb lett az elhúzodó munkálatok miatt, ezért javasolta egy új énekes bevonását. Coverdale azonban kikötötte, hogy ilyenről szó sem lehet ezért Sykes-el és a producer Mike Stonenal egyaránt megromlott a kapcsolata. Stone producerként részt vett az album munkálataiban és eddigre már Sykes is nagyrészt feljátszotta a gitártémákat, de Coverdale a lemezfelvétel kellős közepén hamarosan mindkettejüket kirúgta. Mikor Sykes értesült róla, hogy Coverdale a jövőben nem kíván többet vele dolgozni, gyorsan befejezte a dalokat, mivel elmondása szerint túl sok „meló” és „szív” ment bele a lemez dalaiba. Az énekesnek, mire Keith Olsen producerrel tovább folytatta a munkát már a hangja is rendbejött, így nekiláthatott az éneksávok feléneklésének. A felvételek befejezése session zenészekkel ment végbe. Coverdale a billentyűs hangszerek feljátszását a korábbi Rainbow jelenlegi Deep Purple tagra Don Aireyre és Bill Cuomora bízta. A Here I Go Again című dalban a holland származású Adrian Vandenberg játszotta fel a gitárszólót. Szintén ebben a dalban működött közre Dann Huff gitáros, és Denny Carmassi dobos, aki az 1970-es években a Montroseban vált ismertté. A Give Me All Your Love című szerzeményben pedig a Dio együttesben ismertté vált Vivian Campbell szólózik.
Az album produceri munkálatait Mike Stone és Keith Olsen végezte el, míg a keverést szintén Olsen végezte Los Angelesben. A maszterelést Greg Fulginiti készítette az Artisan Sound Recorders stúdióban. Az album bórítóját a Rushnak készített grafikái révén ismert Hugh Syme készítette.

## Zene
Az 1987 albummal a Whitesnake elkanyarodott korábbi blues orientált hangzásvilágától, és egy modernebb, slágeresebb de egyben korszerűbb albumot készítettek. Az együttesben mindig is meglévő Led Zeppelin hatású kemény bluesalapok azonban nem tüntek el véglegesen, csak egy súlyosabb hangzásvilágú, amerikanizált közegbe simultak, ezért az albumot olyan jelzőkkel is szokás illetni, mint a blues metal, vagy blues alapokból építkező arénarock. A lüktető tempójú, monumentális Still of the Night dalra az epikus hard rock dalok egyik alapnótájaként tekintenek a kritikusok, melyre a „Led Zeppelin szteroidon” jelzőt is szokták illetni. Az energikus, súlyos élt erősíti a Bad Boys című szerzemény is, csakúgy mint az epikusabb hangvétellel felvértezett Crying in the Rain. Az albumon találhatók slágeresebb, az aréna rock korszakot tökéletesen tükröző dalok is, mint a Give Me All Your Love, vagy a Here I Go Again. Az albumon három lírai hangvételű power ballada kapott helyet, melyekből az Is This Love az együttes egyik legismertebb szerzeménye lett, de a feszültségtől vibráló Don't Turn Away, és a Coverdale érzelmeivel túlfűtött Looking for Love is elnyerte a rajongók tetszését. A Crying in the Rain és a Here I Go Again dalokat már 1982-ben is kiadta a zenekar, de az 1987hez felvett verziók minősége sokkal életképesebbnek és sikeresebbnek bizonyultak. A kevésbé ismert szerzemények közé tartozik a basszusgitárra épülő, lendületes Children of the Night, a végtelenül vidám Straight for the Heart, és a középtempós You're Gonna Break My Heart Again.
Az album nemcsak a dalok révén számít ma már klasszikusnak, hanem az azokat feljátszó zenészek teljesítménye révén is. David Coverdale énekest már korábbi teljesítménye alapján is méltatta a szakma, de az itt bemutatott teljesítménye alapján a legnagyobb rockénekesek közé szokás sorolni. John Sykes lendületes és friss gitárjátéka teljesen átszabta az együttes korábbi hangzásvilágát, melyben az egyediség mellett időnként Randy Rhoads hatása is tetten érhető. A Neil Murray basszusgitárost és Aynsley Dunbar dobost magában foglaló ritmusszekció kőkemény és letisztult játékával szintén hozzájárult az album sikeréhez, csakúgy mint Don Airey és Bill Cuomo hatásos billentyűs aláfestései.

## Megjelenés
Az album 1987. április 7-én jelent meg, és hatalmas sikert aratott. Amerikában a Billboard 200 listáján a 2. helyre került, míg az Egyesült Királyságban a 8. helyet szerezte meg az UK Albums Charton. David Coverdale elképzelése sikerrel járt, az albumnak köszönhetően a Whitesnake a korszak egyik legsikeresebb rockegyüttese lett. Az 1987 rövid időn belül 10 milliónál is több példányban kelt el világszerte. Manapság már 17 millió felett értékesítettek belőle, ebből 8 milliót az Egyesült Államokban. Az album sikeréhez nagymértékben hozzájárultak a kislemezen is kiadott dalok, melyeket látványos világú videóklipekkel is megtámogattak. A videok sikerét az MTV rendszeres leadása mellett, tovább segítette a bennük szereplő híres modell Tawny Kitaen is, aki hamarosan Coverdale felesége lett. Az együttes nemcsak zeneileg alkalmazkodott a trendekhez, hanem megjelenésében is a korszakra jellemző extravagáns ruhákban, feltupírozott hajakkal léptek színpadra. A Here I Go Again kislemez vezette a Billboard Hot 100 sikerlistáját, de az Is This Love is egészen a második helyig kapaszkodott fel. Ezeken kívül még a Still of the Night, a Crying in the Rain és a Give Me All Your Love dalok jelentek meg kislemezen, de ezek már messze nem arattak akkora sikereket.
Mire az album napvilágot látott David Coverdale-t leszámítva már senki nem volt az együttes tagja az albumon játszó zenészek közül. Az album óriási sikere miatt azonban mindenképp turnéra akart indulni az énekes, így a rockszíntéren már jól ismert zenészeket szervezett maga köré. A két gitáros Adrian Vandenberg és Vivian Campbell lett, akik egy-egy szóló erejéig már szerepeltek az 1987 albumon is. A basszusgitáros a Quiet Riotban és Ozzy Osbourne együttesében nevet szerzett Rudy Sarzo lett, míg a dobos az a Tommy Aldridge lett, aki korábban Gary Moore mellett szintén zenélt Osbourne oldalán is. A koncerteken a billentyűs hangszereket Don Airey szólaltatta meg. A dalokhoz készült videóklipekben is már ez a felállás szerepelt. A lemezkiadást nagyszabású arénaturné követte, melyen gyakoriak voltak a hisztérikus jelenetek.

## Az album megítélése, hatása
Az album megjelenése idején sok ősrajongó nem értette, hogy David Coverdale miért hagyta maga mögött a korábban jól bevált blues-rock sémákat, egy korszerűbb, súlyosabb megközelítés kedvéért. Általánosságban azonban ezt az albumot szokás tartani az együttes legkiemelkedőbb produkciójának, egyben az egész műfaj mérvadó etalonjának. Már a korabeli kritikák is nagylelkűen dicsőítették az album erejét, azóta pedig a legjobban megírt és legnagyobb hatású rocklemezek közé sorolják a kritikusok, mely legalább két zenész és zenehallgató generációra volt óriási hatással. Az album epikus, monumentális hangvétele, olyan későbbi együtteseknek jelentett inspirációt, mint a House of Lords, Lion, Gotthard, vagy a Ten.

## Az album dalai
Minden dalt David Coverdale és John Sykes írt, kivéve ahol jelezve van.
| 1. | Crying in the Rain     | Coverdale                 | 5:37 |
| 2. | Bad Boys               |                           | 4:09 |
| 3. | Still of the Night     |                           | 6:38 |
| 4. | Here I Go Again        | Coverdale, Bernie Marsden | 4:33 |
| 5. | Give Me All Your Love  |                           | 3:30 |
| 6. | Is This Love           |                           | 4:43 |
| 7. | Children of the Night  |                           | 4:24 |
| 8. | Straight for the Heart |                           | 3:40 |
| 9. | Don't Turn Away        |                           | 5:11 |

| 1.  | Still of the Night                |                           | 6:38 |
| 2.  | Bad Boys                          |                           | 4:09 |
| 3.  | Give Me All Your Love             |                           | 3:30 |
| 4.  | Looking for Love                  |                           | 6:33 |
| 5.  | Crying in the Rain                | Coverdale                 | 5:37 |
| 6.  | Is This Love                      |                           | 4:43 |
| 7.  | Straight for the Heart            |                           | 3:40 |
| 8.  | Don't Turn Away                   |                           | 5:11 |
| 9.  | Children of the Night             |                           | 4:24 |
| 10. | Here I Go Again                   | Coverdale, Bernie Marsden | 4:33 |
| 11. | You're Gonna Break My Heart Again |                           | 4:11 |

| 1.  | Still of the Night                          |                           | 6:38 |
| 2.  | Give Me All Your Love                       |                           | 3:30 |
| 3.  | Bad Boys                                    |                           | 4:09 |
| 4.  | Is This Love                                |                           | 4:43 |
| 5.  | Here I Go Again                             | Coverdale, Bernie Marsden | 4:33 |
| 6.  | Straight for the Heart                      |                           | 3:40 |
| 7.  | Looking for Love                            |                           | 6:33 |
| 8.  | Children of the Night                       |                           | 4:24 |
| 9.  | You're Gonna Break My Heart Again           |                           | 4:11 |
| 10. | Crying in the Rain                          | Coverdale                 | 5:37 |
| 11. | Don't Turn Away                             |                           | 5:11 |
| 12. | Give Me All Your Love (Élő koncertfelvétel) |                           | 4:27 |
| 13. | Is This Love (Élő koncertfelvétel)          |                           | 4:58 |
| 14. | Here I Go Again (Élő koncertfelvétel)       | Coverdale, Bernie Marsden | 5:53 |
| 15. | Still of the Night (Élő koncertfelvétel)    |                           | 8:38 |

A 12-15 közötti koncertfelvételek a 2006-ban rögzített Live: In the Shadow of the Blues koncertlemezről származnak.

## Közreműködők
- David Coverdale – ének
- John Sykes – gitár, vokál
- Neil Murray – basszusgitár
- Aynsley Dunbar – dob, ütőhangszerek

### Vendégzenészek
- Don Airey – billentyűs hangszerek
- Bill Cuomo – billentyűs hangszerek
- Adrian Vandenberg – gitárszóló Here I Go Again dalban
- Dann Huff – gitár a Here I Go Again (Radio Mix) verziójában.
- Denny Carmassi – dob a Here I Go Again (Radio Mix) verziójában.
- Vivian Campbell – gitárszóló a Give Me All Your Love ('88 Mix) verziójában.

### Produkció
- Producerek: Mike Stone & Keith Olsen
- Keverés: Keith Olsen
- Maszterelés: Greg Fulginiti – Artisan Sound Recorders stúdió
- John Kalodner – az együttes A&R szakembere
- Albumborító: Hugh Syme

## Az 1987-es turné számlistája
1. Bad Boys
2. Slide It In
3. Slow An' Easy
4. Here I Go Again
5. Guilty Of Love
6. Is This Love
7. Love Ain't No Stranger
8. Guitar Solos: A. Vandenburg & V. Campbell
9. Cryin' In The Rain
10. Drum Solo: T. Aldridge
11. Cryin' In The Rain (Reprise)
12. Still Of The Night
13. Give Me All Your Love

## Az 1987-88-as turné számlistája
1. Bad Boys
2. Slide it in
3. Slow an easy
4. Here I go again
5. Guilty of love
6. Is this love
7. Love ain't no stranger
8. Guitar solo: Vandenberg & Campbell
9. Crying in the rain
10. Drum solo: Tommy Aldridge
11. Crying in the rain (reprise)
12. Still of the night
13. Give me all your love
14. Ain't no love in the heart of the city
15. Children of the night

### A lemezt támogató turné tagsága
- David Coverdale – ének
- Adrian Vandenberg – gitár
- Vivian Campbell – gitár
- Rudy Sarzo – basszusgitár
- Tommy Aldridge – dob
- Don Airey – billentyűs hangszerek

## Listás helyezések

### Album
| Év   | Lista             | Helyezés |
| ---- | ----------------- | -------- |
| 1987 | The Billboard 200 | 2        |
| 1987 | U.K. Albums Chart | 8        |

### Kislemezek
| Év   | Dal                      | Lista                  | Helyezés |
| ---- | ------------------------ | ---------------------- | -------- |
| 1987 | Still of the Night       | The Billboard Hot 100  | 79       |
| 1987 | Still of the Night       | Mainstream Rock Tracks | 18       |
| 1987 | Here I Go Again          | The Billboard Hot 100  | 1        |
| 1987 | Here I Go Again          | Mainstream Rock Tracks | 1        |
| 1987 | Is This Love             | The Billboard Hot 100  | 2        |
| 1987 | Is This Love             | Mainstream Rock Tracks | 13       |
| 1987 | Give Me All of Your Love | Mainstream Rock Tracks | 22       |
| 1988 | Give Me All of Your Love | The Billboard Hot 100  | 48       |